# Músculo grácil
O músculo grácil é um músculo do membro inferior. Tem forma delgada, achatada e larga na porção proximal, em seu ventre carnoso e vai afunilando distalmente, até se tornar tendíneo. É o mais interno dos músculos adutores.
É extenso, sendo o único músculo do grupo a cruzar a articulação do joelho e a articulação do quadril.
Origem: Corpo e ramo inferior do púbis
Inserção: Parte superior da face medial da tíbia. Encontra-se em um ponto médio na pata de ganso.
Inervação: Nervo obturatório
Ação: Adução e Rotação Interna do membro inferior, realiza Flexão relativa (a partir da extensão) e Extensão Relativa (a partir da Flexão).
Auxilia na flexão e rotação medial do joelho